# Smith & Wesson Модель 1 1/2
Smith & Wesson Модель 1 1/2 другий револьвер компанії Smith & Wesson .32 калібру, які було розроблено для поєднання невеликого розміру та зручності револьвера Модель 1 .22 калібру з великим калібром 6-зарядного "поясного" револьверу Модель 2, який було представлено 1860. Револьвер використовував набій кільцевого запалення .32 калібру, барабан на 5 набоїв. Револьвер випускали в трьох варіант з 1865 по 1892, загальна кількість випущеної зброї становить 223000 екземплярів.

## Випуски
Модель 1 1/2 мала три випуски. Перші два (відомі як перший та другий випуски) револьвери були з відкидними стволами з засувкою, яка розташовувалася на рамці перед спусковим гачком, а третій випуск (відомий, як "Model 1 1/2 Single Action Revolver") був "переламним", з засувкою на верху рамки, перед курком.

### Перший випуск
Перший випуск Моделі 1 1/2 можна визначити за гладким барабаном (відсутні нарізи) і квадратним хватом руків'я. Моделі випускали вороненими або нікельованими і більшість з них випускали зі стволами довжиною 3+1⁄2-дюйми. Продавалися і менш поширені варіанти зі стволом довжиною 4-дюйми.
Діапазон серійних номерів починався з 1 приблизно до 26300.

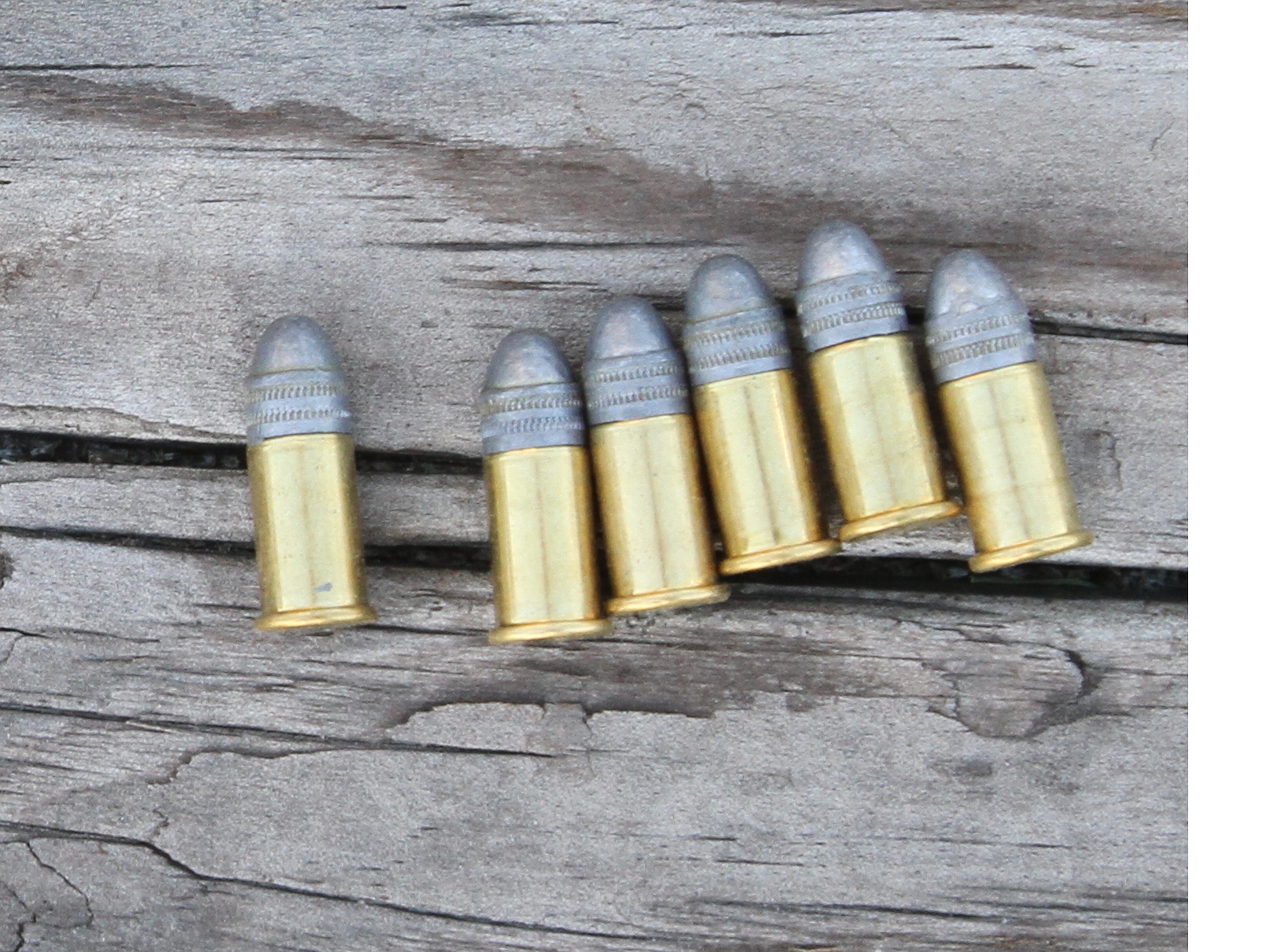
Набої кільцевого запалення .32 калібру Smith & Wesson для револьверів Моделі 1 1/2 та Моделі 2. Їх поставляли до Бразилії в середині 20-го століття на запит Navy Arms Company

### Другий випуск
Модель 1 1/2 другого випуску можна визначити по рифленому стволу та округлій формі хвату руків'я. Як і перший випуск, цей револьвер випускали вороненим та нікельованим, більша кількість моделей мала довжину стволу 3+1⁄2-дюйми. За оцінками було випущено менше тисячі екземплярів довжиною стволу 2+1⁄2-дюйми; ці револьвери можна визначити по маркуванням на стволі, в той час як револьвери зі стволом довжиною 3+1⁄2-дюйми мали маркування на верхній планці над стволом.
Револьвери другого випуску мали серійні номери з 26300 до 127000.
Є також перехідна модель другого випуску зі стволами першого випуску без рифлення. Серійні номери цих перехідних моделей починаються з 27200 до 28800.

### Револьвер одинарної дії
Третій випуск Моделі 1 1/2 відомий як "Model No. 1 1/2 Single Action Revolver". Він суттєво відрізняється від перших випусків переламною згори рамкою (перед курком), що робить його схожим на револьвери Safety Hammerless або S&W .38 Single Action. Його можна легко відрізнити від перших двох випусків через відсутність шомпола під стволом, великого шарніру, який розташовувався попереду та під стволом та відсутній екстрактор, який викидав гільзи при відкриванні стволу вперед. Руків'я закруглене в районі хвату, як і в другому випуску.  Цей револьвер став дебютом набою центрального запалення .32 S&W.
Серійні номери від 1 до приблизно 97500.

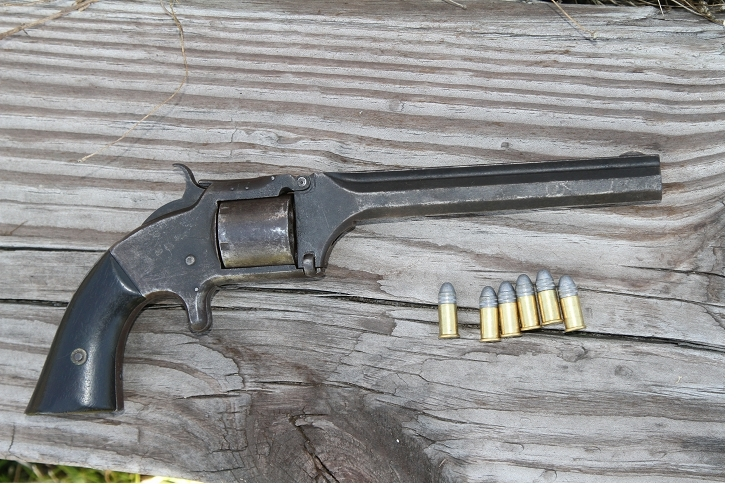
Smith & Wesson Модель 2 під набій кільцевого запалення .32 калібру зроблений в 1865. В 1871 році він потрапив до Техасу у власність Дж. Е. Кампстона.